# 布吕格
布吕格是德国石勒苏益格－荷尔斯泰因州的一个市镇。总面积7.86平方公里，总人口1028人，其中男性525人，女性503人（2011年12月31日），人口密度131人/平方公里。